# Богдан Пецотић
Богдан Пецотић (Смоквица, 21. новембар 1912 — Смоквица, 14. мај 1998) био је учесник Народноослободилачке борбе, адмирал ЈРМ и народни херој Југославије.

## Биографија
Рођен је 21. новембра 1912. године у Смоквици, Корчула, у бројној сељачкој породици. После завршетка основне школе, због сиромаштва није могао да настави школовање, већ је остао у родном селу бавећи се земљорадњом и рибарством. Напослетку је ипак успео да за четири године приватно положи осам разреда гимназије и матуру. Затим је отишао у Београд на одслужење војног рока. После изласка из војске, 1940. године уписао се на Технички факултет у Загребу. У време студија приступио је револуционарно оријентисаним групама загребачких студената и постао активан учесник студентског покрета. Почетком 1941. године, постао је кандидат за члана КП Југославије.

### Народноослободилачка борба
После окупације Југославије, напустио је студије и вратио се у родно место на Корчули. Непосредно после окупације земље, био је иницијатор је састанка студената Корчуле поводом понуде италијанских власти за одобрење стипендија за наставак студија локалним студентима у Италији. На састанку је донет закључак да би прихватање италијанске стипендије значило издају народа и да је дужност сваког студента да остане ту, да са својим народом дели судбину.
Учествовао је у растурању првих антифашистичких летака међу италијанске војнике приликом њиховог преласка преко Корчуле. Летке је на италијанском језику штампао Покрајински комитет КПХ за Далмацију. Првих дана устанка, Богдан је учествовао као теренски радник у прикупљању оружја, организовању партизанских група и стварању првих органа народне власти. Због његове активности и сумње полиције за учествовања у првим акцијама, он се налазио у првој групи ухапшених на Корчули. Због недостатка доказа, био је пуштен, и након тога прешао је у илегалност. Убрзо је постао председник Месног НОО у Смоквици, а 1942. и члан Среског НОО Корчула. Почетком јануара 1943. године, био је изабран за члана Среског комитета КПХ за Корчулу. Половином марта исте године, упућен је на политички курс при Обласном комитету КПХ за Далмацију.
После завршетка курса, крајем маја, био је постављен за заменика политичког комесара Првог ударног батаљона Биоковског партизанског одреда. Већ се у првим борбама, јуна и јула 1943. године, против италијанских фашиста на Биокову, истакао у руковођењу батаљоном.
Половином августа исте године, био је постављен за команданта Биоковског одреда. С одредом је, средином августа 1943. извршио успешан напад на непријатељски гарнизон у Задварју. После двочасовне борбе, било је заробљено више од 300 домобрана и усташа, меду којима и 8 официра, а заплењено је 300 пушака, 5 митраљеза, 14 пушкомитраљеза и велика количина муниције. Заузеће Задварја представљало је једну од до тада најуспешнијих акција биоковских партизана.
Када је капитулирала Италија, септембра 1943. године, био је постављен за команданта Групе одреда јужне Далмације, која је водила борбе против немачких снага које су наступале из Мостара ка обали и ослобођеном Сплиту. Почетком октобра, формирана је Једанаеста далматинска (биоковска) бригада, и Богдан је био постављен за њеног првог команданта, а већ средином октобра премештен је на место команданта Тринаесте јужнодалматинске бригаде. У току октобра и новембра, његова бригада водила је тешке борба против немачких снага на Мљету и Пељешцу.
У борбама против немачког десанта на Корчулу, 22. децембра, Богдан је био тешко рањен и пребачен на лечење у Бари (Италија). После оздрављења, марта 1944. године, постављен је за оперативног официра 26. далматинске дивизије. У априлу је учествовао у организовању и извођењу десантних напада које је водила дивизија на Хвару, Корчули и Мљету. За постигнуте успехе у десантима на ова острва, дивизију је похвалио Врховни командант Јосип Броз Тито. У мају и јуну учествовао је, у истој функцији, у борбама на Шолти и Брачу. Кратко време налазио се на дужности команданта Четврте сплитске бригаде, а већ у првој половини августа постављен је за начелника штаба Девете далматинске дивизије и с њом учествовао у борбама за ослобођење Ливна, Дувна, Шујице, Посушја и Имотског. Посебно се истакао као начелник штаба у Книнској операцији. Крајем 1944. године био је премештен на дужност команданта града Дубровника, на којој је остао до почетка фебруара 1945. године, када је постављен за команданта Двадесете далматинске дивизије.
С дивизијом је учествовао у завршним операцијама за ослобођење Југославије: у ослобађању Лике, јужног Кордуна и дела Горског котара. Посебно се истакао у Тршћанској операцији, када је са својом дивизијом, ојачаном тенковском бригадом, армијским моторизованим дивизијама и Једанаестом бригадом 26. дивизије, од 26. до 28. априла, извео успешан маневар преко Снежника и ослободио Кнежак, Шт. Петар (Пивка), Илирску Бистрицу и Постојну, чиме су створени услови за продор јединица Четврте армије према Трсту. Ојачане дивизијске групе под његовом командом (око 17.000 бораца), 29. априла извршиле су брз продор према Трсту, и већ 1. маја, после жестоких борби, упале у град, а 2. маја скршиле и последњи отпор непријатеља у Трсту. За постигнуте изванредне успехе, хероизам и умешно коришћење живе силе и техника у овој операцији, дивизију је, на челу с командантом Пецотићем, похвалио Врховни командант Тито.

### Послератна каријера
После завршетка рата, похађао је Вишу војнопоморску академју у Совјетском Савезу, а затим је завршио и Вишу војнопоморску академију ЈРМ и Курс оператике. Налазио се на одговорним дужностима у ЈНА:
- начелника Штаба ЈРМ
- командант ескадре ЈРМ
- начелник Катедре Више војне академије
- начелник Морнаричко-техничког института
- командант Четврте армијске области
- командант Војнопоморске области

Био је и члан Опуномоћства ЦК СКЈ за ЈРМ и биран је за члана републичке конференције СКХ. Пензионисан је, у чину адмирала, 31. децембра 1972. године.
Као активан друштвено-политички радник, био је биран за посланика Савезне скупштине и активно је учествовао у раду скупштинских одбора и комисија. Био је председник Савета за цивилну заштиту Југославије и припадник Друштва за проучавање и унапређење поморства Југославије и члан Савета Хрватске. До 1981. године био је председавајући Председништва Савезне конференције резервних војних старешина, а од 1987. до 1988. одслужио је једногодишњи мандат председника СУБНОР Југославије.
Преминуо је 14. маја 1998. у родном месту Смоквици.
Носилац је Партизанске споменице 1941, Ордена ратне заставе, Ордена партизанске звезде са сребрним венцем, Ордена заслуга за народ са сребрним зрацима и осталих југословенских и страних одликовања, међу којима је и совјетски Орден Кутузова другог реда. Орденом народног хероја одликован је 27. новембра 1953. године.